# Palais des beaux-arts de Liège
Le palais des beaux-arts de Liège, abrégé en « le Palais des Beaux-Arts », est un monument public liégeois du début du XXe siècle situé au cœur du parc de la Boverie. Œuvre des architectes Charles Étienne Soubre et Jean-Laurent Hasse, c'est le seul bâtiment édifié à l'occasion de l'Exposition universelle de 1905 qui n'a pas été détruit.

## Historique

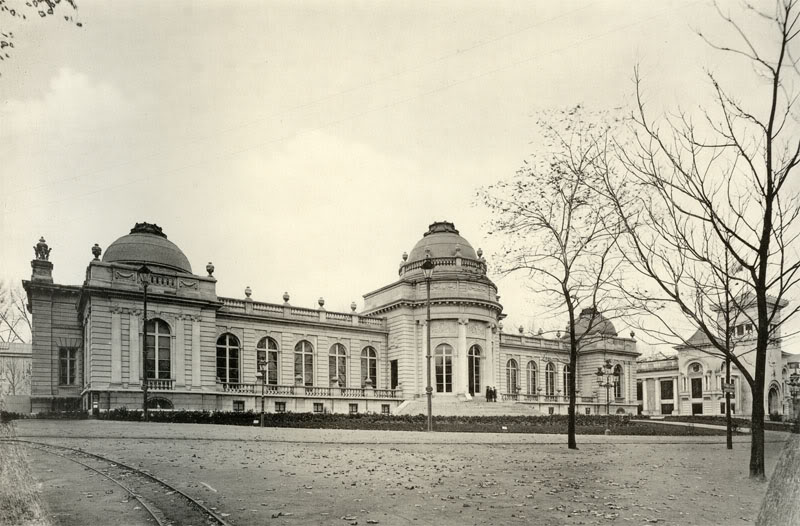
Le Palais, côté Meuse en 1905.

Seul pavillon de l'Exposition universelle de 1905 destiné à durer, il devient Palais des Fêtes et des Expositions après avoir été légué à la Ville de Liège par le Comité organisateur de l'Exposition. Le Palais accueille alors congrès, bals, banquets, salons et grandes expositions telle que celle consacrée à Cobra en octobre 1951.
À partir de 1952, le Palais abrite le Cabinet des estampes et des dessins de Liège et les collections d'Art wallon du musée des Beaux-Arts logé dans un bâtiment annexe de l'Académie royale des beaux-arts de Liège, rue des Anglais. Ce dernier sera détruit dans les années 1970, le musée des Beaux-Arts déménage alors dans le palais du parc de la Boverie, le musée d'Art wallon sera transféré quant à lui du palais au complexe de l'îlot Saint-Georges, de l’architecte Henri Bonhomme, en Féronstrée et Hors-Château. En 1980, le Palais devient le Musée d'art moderne.
De 1988 à 1993, une profonde rénovation est effectuée, ces travaux permettent de restituer l'espace ouvert de 1905. Avec l'inauguration en 1993, le musée est rebaptisé Musée d'art moderne et d'art contemporain (MAMAC).

### Du MAMAC à La Boverie
À la fin de l'année 2011, le musée d'art moderne et d'art contemporain ferme ses portes pour laisser place aux travaux qui donneront naissance à La Boverie. Les collections du MAMAC, du Fonds ancien et du cabinet des Estampes et des Dessins vont rejoindre le musée de l'art wallon au sein du complexe de l'îlot Saint-Georges et sont alors rassemblées pour former une seule entité, le musée des Beaux-Arts.
Les travaux débutent le 4 novembre 2013 et se terminent à la fin de 2015.
Le musée est inauguré et rendu accessible au public dès le 5 mai 2016.

## Architecture
Le Palais des Beaux-Arts de l'Exposition universelle de 1905 est une œuvre néo-classique des architectes Charles Étienne Soubre et Jean-Laurent Hasse, influencés par l'architecture de l'époque de Léopold II. Les trois baies de l'avant-corps semi-circulaire de la façade principale dressée face à la Meuse sont surplombées de trois bas-reliefs allégoriques du sculpteur Oscar Berchmans représentant, de gauche à droite : la Peinture, l’Architecture et la Sculpture.
La construction de la nouvelle aile côté Dérivation a été confiée à l'architecte Rudy Ricciotti.